# Puchar Europy w Lekkoatletyce 1965 – półfinał kobiet (Konstanca)
Półfinał pucharu Europy w lekkoatletyce w 1965 kobiet odbył się 22 sierpnia w Konstancy. Był to jeden z trzech półfinałów. Pozostałe odbyły się w Fontainebleau i Lipsku.
Wystąpiło sześć zespołów, z których dwa najlepsze awansowały do finału.

## Klasyfikacja generalna
| Poz. | Reprezentacja | Punkty |
| ---- | ------------- | ------ |
| 1    | ZSRR          | 53     |
| 2    | RFN           | 53     |
| 3    | Rumunia       | 49,5   |
| 4    | Jugosławia    | 25,5   |
| 5    | Norwegia      | 25     |
| 6    | Austria       | 24     |

## Wyniki indywidualne
Kolorami oznaczono zawodniczki reprezentujące zwycięskie drużyny.

### Bieg na 100 metrów
| Lp. | Państwo    | Zawodniczka       | Wynik |
| --- | ---------- | ----------------- | ----- |
| 1.  | RFN        | Erika Pollmann    | 11,6  |
| 2.  | ZSRR       | Galina Mitrochina | 11,7  |
| 3.  | Rumunia    | Ioana Petrescu    | 11,8  |
| 4.  | Norwegia   | Berit Berthelsen  | 12,0  |
| 5.  | Jugosławia | Marijana Lubej    | 12,2  |
| 6.  | Austria    | Helga Kapfer      | 12,4  |

### Bieg na 200 metrów
| Lp. | Państwo    | Zawodniczka        | Wynik |
| --- | ---------- | ------------------ | ----- |
| 1.  | ZSRR       | Wira Popkowa       | 23,9  |
| 2.  | Rumunia    | Ioana Petrescu     | 24,1  |
| 3.  | RFN        | Kirsten Roggenkamp | 24,1  |
| 4.  | Austria    | Inge Aigner        | 24,3  |
| 5.  | Norwegia   | Sidsel Kjellås     | 24,8  |
| 6.  | Jugosławia | Jelisaveta Đanić   | 25,2  |

### Bieg na 400 metrów
| Lp. | Państwo    | Zawodniczka         | Wynik |
| --- | ---------- | ------------------- | ----- |
| 1.  | ZSRR       | Henija Maroczkina   | 55,4  |
| 2.  | Norwegia   | Tove Bakkejord      | 55,9  |
| 3.  | RFN        | Heidemarie Zirotzki | 56,4  |
| 4.  | Jugosławia | Ika Maričić         | 56,8  |
| 5.  | Rumunia    | Ecaterina Chesu     | 56,9  |
| 6.  | Austria    | Bärbl Schatz        | 57,7  |

### Bieg na 800 metrów
| Lp. | Państwo    | Zawodniczka       | Wynik  |
| --- | ---------- | ----------------- | ------ |
| 1.  | ZSRR       | Henija Maroczkina | 2:10,1 |
| 2.  | RFN        | Antje Gleichfeld  | 2:10,2 |
| 3.  | Rumunia    | Florentina Stancu | 2:12,4 |
| 4.  | Jugosławia | Mirka Petrović    | 2:14,4 |
| 5.  | Norwegia   | Agnes Alkeberg    | 2:15,7 |
| 6.  | Austria    | Heiderun Ludwig   | 2:19,0 |

### Bieg na 80 metrów przez płotki
| Lp. | Państwo    | Zawodniczka     | Wynik |
| --- | ---------- | --------------- | ----- |
| 1.  | RFN        | Inge Schell     | 10,6  |
| 2.  | ZSRR       | Galina Bystrowa | 10,7  |
| 3.  | Austria    | Inge Aigner     | 10,9  |
| 4.  | Jugosławia | Marijana Lubej  | 11,1  |
| 5.  | Rumunia    | Maria Iliuta    | 11,1  |
| 6.  | Norwegia   | Sidsel Kjellås  | 11,4  |

### Sztafeta 4 × 100 metrów
| Lp. | Państwo    | Zawodniczki                                                         | Wynik |
| --- | ---------- | ------------------------------------------------------------------- | ----- |
| 1.  | RFN        | Gerlinde Beyrischen Hannelore Trabert Inge Schell Erika Pollmann    | 45,4  |
| 2.  | Rumunia    | Ioana Petrescu Ecaterina Chesu Crista Meszaros Viorica Viscopoleanu | 46,8  |
| 3.  | Norwegia   | Sidsel Kjellås Tove Bakkejord Oddrun Hokland Berit Berthelsen       | 47,1  |
| 4.  | Austria    | Margit Scheriau Inge Aigner Traude Weberschläger Helga Kapfer       | 47,5  |
| 5.  | Jugosławia | Jelisaveta Đanić Ika Maričić Olga Šikovec Marijana Lubej            | 54,1  |
| –   | ZSRR       |                                                                     | DQ    |

### Skok wzwyż
| Lp. | Państwo    | Zawodniczka           | Wynik |
| --- | ---------- | --------------------- | ----- |
| 1.  | Rumunia    | Iolanda Balaș         | 1,80  |
| 2.  | ZSRR       | Taisija Czenczik      | 1,70  |
| 3.  | Jugosławia | Olga Pulić            | 1,64  |
| 4.  | RFN        | Marlene Schmitz-Portz | 1,60  |
| 5.  | Norwegia   | Oddrun Hokland        | 1,58  |
| 6.  | Austria    | Ilona Majdan          | 1,55  |

### Skok w dal
| Lp. | Państwo    | Zawodniczka            | Wynik |
| --- | ---------- | ---------------------- | ----- |
| 1.  | Rumunia    | Viorica Viscopoleanu   | 6,52  |
| 2.  | ZSRR       | Tatjana Tałyszewa      | 6,35  |
| 3.  | RFN        | Helga Hoffmann         | 6,22  |
| 4.  | Norwegia   | Berit Berthelsen       | 6,05  |
| 5.  | Austria    | Sieglinde Pfannerstill | 5,96  |
| 6.  | Jugosławia | Marijana Lubej         | 5,82  |

### Pchnięcie kulą
| Lp. | Państwo    | Zawodniczka       | Wynik |
| --- | ---------- | ----------------- | ----- |
| 1.  | ZSRR       | Galina Zybina     | 17,05 |
| 2.  | Rumunia    | Ana Sălăgean      | 16,33 |
| 3.  | RFN        | Marlene Klein     | 15,55 |
| 4.  | Jugosławia | Katarina Šporer   | 14,45 |
| 5.  | Austria    | Gerlinde Anderle  | 12,96 |
| 6.  | Norwegia   | Astrid Sjultangen | 12,66 |

### Rzut dyskiem
| Lp. | Państwo    | Zawodniczka           | Wynik |
| --- | ---------- | --------------------- | ----- |
| 1.  | RFN        | Liesel Westermann     | 53,88 |
| 2.  | ZSRR       | Jewgienija Kuzniecowa | 53,84 |
| 3.  | Rumunia    | Olimpia Cataramă      | 51,53 |
| 4.  | Austria    | Gerlinde Anderle      | 43,14 |
| 5.  | Jugosławia | Helena Hudobivnik     | 42,72 |
| 6.  | Norwegia   | Lillian Jensen        | 41,43 |

### Rzut oszczepem
| Lp. | Państwo    | Zawodniczka        | Wynik |
| --- | ---------- | ------------------ | ----- |
| 1.  | Rumunia    | Mihaela Peneș      | 55,54 |
| 2.  | RFN        | Anneliese Gerhards | 54,50 |
| 3.  | ZSRR       | Jelena Gorczakowa  | 53,36 |
| 4.  | Austria    | Erika Strasser     | 49,63 |
| 5.  | Jugosławia | Nataša Urbančič    | 48,30 |
| 6.  | Norwegia   | Oddrun Hokland     | 41,00 |